# Timrat
Timrat (hebrejsky תִּמְרַת, anglicky Timrat) je vesnice typu společná osada (jišuv kehilati) v Izraeli, v Severním distriktu, v Oblastní radě Jizre'elské údolí.

## Geografie
Leží v nadmořské výšce 242 metrů v Dolní Galileji, na západním okraji pohoří Harej Nacrat (Nazaretské hory), které stoupá východně od vesnice k vrcholu Giv'at Timrat. Na jižní a západní straně terén klesá do Jizre'elského údolí s intenzivním zemědělstvím. Směřuje tak také tok vádí Nachal Šimron. Na okraji údolí, západně od obce leží archeologická lokalita Tel Šimron.
Vesnice se nachází cca 7 kilometrů západně od Nazaretu, cca 82 kilometrů severovýchodně od centra Tel Avivu a cca 25 kilometrů jihovýchodně od Haify. Timrat obývají Židé, přičemž osídlení v tomto regionu je etnicky smíšené. Na severu a severovýchodě převažují sídla obývaná izraelskými Araby, včetně aglomerace Nazaretu. Na jižní a západní straně převažuje židovské osídlení.
Timrat je na dopravní síť napojen pomocí dálnice číslo 75.

## Dějiny
Timrat byl založen v roce 1983. V letech 1947–1954 v této lokalitě stál dočasně kibuc zvaný Timorim, jehož obyvatelé jej pak ale přestěhovali do centrálního Izraele, poblíž města Kirjat Gat, kde stojí dodnes. Nynější obec Timrat vznikla soukromou iniciativou skupiny osadníků, která se zformovala koncem 70. let 20. století. V roce 1984 se přemístila do nynější lokality. Timrat byl projektován jako rezidenční sídlo městského typu.
Obyvatelé Timrat dojíždějí za prací do jiných obcí, část z nich se živí podnikáním nebo pracuje v sektoru služeb. V obci funguje zařízení předškolní péče o děti. Základní škola je v kibucu Sarid. Je tu k dispozici plavecký bazén a sportovní areály.

## Demografie
Obyvatelstvo v Timrat je sekulární. Podle údajů z roku 2014 tvořili naprostou většinu obyvatel v Timrat Židé (včetně statistické kategorie "ostatní", která zahrnuje nearabské obyvatele židovského původu ale bez formální příslušnosti k židovskému náboženství).
Jde o menší sídlo městského rezidenčního typu s dlouhodobě stagnující populací. K 31. prosinci 2014 zde žilo 1321 lidí. Během roku 2014 populace klesla o 0,4 %.
| Rok            | 1995  | 2001  | 2003  | 2004  | 2005  | 2006  | 2007  | 2008  | 2009  | 2010  | 2011  | 2012  | 2013  | 2014  |
| -------------- | ----- | ----- | ----- | ----- | ----- | ----- | ----- | ----- | ----- | ----- | ----- | ----- | ----- | ----- |
| Počet obyvatel | 1 376 | 1 690 | 1 684 | 1 699 | 1 700 | 1 707 | 1 684 | 1 688 | 1 347 | 1 357 | 1 339 | 1 322 | 1 326 | 1 321 |